# Wari'
I Wari' (o anche Pakaasnovos) sono un gruppo etnico del Brasile che ha una popolazione stimata in circa 2.400 individui. Parlano la lingua pakaasnovos (codice ISO 639: PAV) e sono principalmente di fede animista. Vivono nello stato brasiliano di Rondônia, in otto villaggi sotto protezione di organizzazioni governative o religiose. Le denominazioni alternative sono: Jaru, Uomo, Pakaanovas, Pacaas-Novos, Pakaanova, Pacahanovo, Oro Wari, Wari.

## Storia e localizzazione
I Wari', spesso chiamati Pakaasnovos, furono avvisati per la prima volta lungo l'omonimo fiume brasiliano, un affluente della riva destra del fiume Mamoré, nello stato della Rondônia. Essi preferiscono essere chiamati Wari', che nella propria lingua significa "popolo", oppure "noi". Il nome indigeno tra l'altro è anche usato dalle "persone civilizzate" che vivono in prossimità alle loro comunità. Oggi vivono in villaggi costruiti dal Funai, l'agenzia governativa brasiliana responsabile della protezione dei popoli indigeni e delle loro terre indigene, amministrati dalla squadra di supporto "Guajará-Mirim" di stanza a Rondônia, così come nel Territorio Indigeno di Sagarana, dove si trova la confluenza dei fiumi Mamoré e Guaporé, amministrati dalla diocesi di Guajará-Mirim.
I Wari' furono menzionati per la prima volta dal colonnello Ricardo France nel 1798, e localizzati lungo le coste del fiume Pacaas Novos. Verso la fine del XIX secolo, i Wari' occupavano le regioni amazzoniche sud-ovest del fiume Lage, l'affluente della riva destra del fiume Mamoré, i bacini del fiume Ouro Preto, le baie di Gruta e Santo André e il fiume Negro. Tutti questi fiumi sono affluenti del corso inferiore e medio della riva destra del fiume Pacaas Novos. Inoltre, occupavano anche le regioni dei fiumi Ribeirão e Formoso. In questo periodo, parte della popolazione migrò verso i fiumi Dois Irmãos e Novo, affluenti della riva sinistra del Pacaas Novos. Nonostante furono avvisati, rimasero in isolamento per quasi un altro secolo, probabilmente a causa delle difficoltà nel raggiungere le aree dove erano stanziati, o perché non c'erano forti interessi economici che potevano spingere a colonizzare quella regione. 
Tutto ciò cambiò nei primi decenni del XX secolo, con la scoperta del processo di vulcanizzazione della gomma e l'invasione delle terre da parte di raccoglitori di lattice, che si fiondarono verso la foresta in cerca di materia prima. Per favorire l'estrazione e il commercio dei materiali fu iniziata la costruzione di una ferrovia che avrebbe collegato il fiume Madeira a Guajará-Mirim, dove il lattice estratto sarebbe stato trasportato a Manaus. Nel 1919 fu registrato il primo scontro documentato fra alcuni membri della tribù e i lavoratori della ferrovia, che riuscirono ad avere la meglio, rapendo alcuni indios e portandoli con sé in città per mostrarli alla popolazione. I Wari'  quindi si trasferirono alle foci dei fiumi, aree difficili da raggiungere per gli invasori. Nel 1912 però, dato che la produzione di lattice malesiano si stava imponendo a livello mondiale, l'interesse per il lattice amazzonico calò visibilmente, provocando l'allontanamento dei lavoratori dall'area. Gli indigeni riuscirono quindi a ritornare in alcuni villaggi prima abbandonati. Decenni più tardi furono "pacificati" dall'opera di missionari e agenti del SPI (Serviço de Proteção ao Índio, il Servizio di Protezione Indigena, l'antenato del Funai). La pacificazione avvenne alla fine degli anni cinquanta e l'inizio degli anni sessanta. Ridotti a circa metà della popolazione a causa di epidemie, i Wari' si trasferirono negli insediamenti della SPI nel giro di pochi anni.